# Night of the Proms
Night of the Proms is een muziekfestival dat jaarlijks georganiseerd wordt in de Belgische stad Antwerpen en elders in Europa. Klassieke muziek wordt hierbij gecombineerd met popmuziek. Driehonderdvijftig jaar muziekgeschiedenis wordt gebracht door het huisorkest Antwerp Philharmonic Orchestra (voorheen Il Novecento) en het huiskoor Fine Fleur Choir. Daarnaast treedt een aantal artiesten uit binnen- en buitenland op. Jaarlijks staat een ander muziekinstrument centraal. Tot 2011 werd vrijwel ieder concert afgesloten met het nummer Land of Hope and Glory van Edward Elgar of met een willekeurig nummer van The Beatles.

## Geschiedenis
Geïnspireerd door de Proms met de Last Night of the Proms in Londen, organiseerden twee studenten, Jan Van Esbroeck en Jan Vereecke, in 1985 een eerste 'Night of the Proms' in het sportpaleis in Antwerpen. Het werd een succes met meer dan 13.500 bezoekers die kwamen meezingen in een gevarieerd programma. De volgende jaren werden er meer avonden ingelast en trokken ze de grens over. In 1990 vond er een try-out plaats in de Nederlandse stad Apeldoorn. Sinds 1991 vindt de Night of the Proms jaarlijks in Ahoy' in Rotterdam plaats, vaak meerdere avonden achtereen. In 2007 zijn daarnaast nog twee besloten voorstellingen gegeven in het GelreDome-stadion in Arnhem met ruim 17.500 bezoekers per keer. In 2008 wordt daar ook een open concert gegeven. Het aantal voorstellingen in Nederland neemt af terwijl ze in Duitsland toenemen. Sinds 2018 neemt ook de interesse en het aantal toeschouwers in België weer toe. In Koksijde vond in 2019 de 1000ste editie plaats als zomers openluchtconcert.
Vanaf 1994 is er Night of the Proms in Duitsland en vanaf 1999 verkende Night of the Proms ook nog andere landen. Zo vonden er in het verleden al enkele edities plaats in Oostenrijk, Frankrijk, Zwitserland, Spanje en Denemarken. In 2003 werden 63 concerten gegeven met in totaal meer dan 661.000 bezoekers. In 2014 trok Night of the Proms naar de USA, Denemarken en Polen. In 2019 werd voor het eerst een 'Summer Edition' georganiseerd in Koksijde. Een zomerse openluchtversie voor 7000 bezoekers. In 2020 en 2021 was er geen Night of the Proms vanwege de coronapandemie die in 2020 uitbrak.

## Summer edition
Sinds 2019 wordt er in Koksijde een summer edition georganiseerd op het Kerkplein. De capaciteit moest voor de eerste editie al meteen uitgebreid worden vanwege de overweldigende ticketverkoop. Ook in 2020 werd er daarom een tweede editie aangekondigd, met meteen ook een tweede dag aangezien de kaarten al na één dag in verkoop allemaal de deur uit waren. Deze twee concerten van de tweede editie werden na een jaartje uitstel vanwege de coronapandemie in de zomer van 2021 gehouden voor telkens 5000 toeschouwers, het op dat moment maximum aantal toegelaten bezoekers.

## Lichtjes Night of the Proms

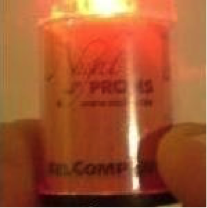

De lichtjes van Night of the Proms zijn sfeerlampjes in de vorm van een cilinder van 4,2 cm met aan de ene zijde een afgeronde top en aan de andere platte zijde een drukknop om het lampje binnenin te bedienen. Binnen de transparante cilinder staan namen van de sponsors gedrukt. Alles hangt aan een sleutelhanger. Ze worden op elke editie uitgedeeld aan het publiek.

## Vaste optredens
- Orkest: Van 1985 tot 1990 trad het Koninklijk Filharmonisch Orkest van Vlaanderen op tijdens de Night of the Proms, in 1990 het Symfonisch Orkest van de Vlaamse Opera. Vanaf 1991 treedt het symfonieorkest Il Novecento op, onder leiding van Robert Groslot. Het orkest bestaat uit 55 musici, maar tijdens de Night of the Proms wordt het uitgebreid tot 72 musici. In 2015 werd het orkest in Rotterdam en Antwerpen gedirigeerd door Alexandra Arrieche en zij nam alle concerten sinds 2016 voor haar rekening. Sinds 2017 heeft het orkest een andere naam, het heet sindsdien het Antwerp Philharmonic Orchestra.
- Presentatie: In België presenteerde Carl Huybrechts de show vanaf de eerste voorstelling in 1985 tot de laatste in 2014. In 2015 gaf hij de fakkel door aan Kobe Ilsen.[1] In 2018 presenteerde Pieter Embrechts tweemaal de show in het Sportpaleis. Tussen 2019 en 2023 nam Bart Peeters de fakkel over in Koksijde en Antwerpen. In 2024 nam Niels Destadsbader de presentatie voor zijn rekening.
- Koor: Van 1985 tot 1994 trad ieder jaar een ander koor op tijdens de Night of the Proms.
  - 1985: De Vedel, Fhilharmonisch koor van Antwerpen, Hasselts A Capellakoor, Jef Tinelkoor, Merksems Jeugd- en Kinderkoor, gemengd koor Singhet Scone, Zanglust
  - 1986: Alauda, Opera en Belcanto Koor, Gentse Oratoriumvereniging, St.-Gregorius uit Wetteren
  - 1988: Arti Vocali
  - 1989: Koninklijke Chorale Caecilia
  - 1990: Vlaamse Opera
  - 1991: West Brabants Operakoor, Koninklijke Liedertafel, Souvenir des Montagnards, Opera-ensemble Belcantorium en Antwerps Jeugdkoor Scaldis Cantat
  - 1992: Het West Brabants Operakoor en De Tweede Adem
  - 1993: leerlingen van diverse conservatoria
  - 1994: leerlingen van diverse conservatoria
  - In 1995 werd het koor Fine Fleur opgericht. Het koor bestaat uit 50 zangers en zangeressen. Sinds de oprichting traden ze op in een 24-koppige bezetting en maakt Fine Fleur vast deel uit van Night of the Proms, op 2 edities na. In 2008 en 2015 stonden respectievelijk het Angels in Harlem Gospel Choir en Scala & Kolacny Brothers op de affiche van Night of the Proms en vervingen zij Fine Fleur. Edwig Abrath is de vaste dirigent van het koor, het management is in handen van Luk De Deckers.
- John Miles was bijna bij iedere Night of the Proms aanwezig met zijn Electric Band, bestaande uit Arnold Van Dongen (gitaar), Patrick De Smet (percussie), Rogier van Wegberg (bas), Hans van den Hurk (drums) en Geert Keysers (piano/toetsen). Miles wordt "Mister Proms" genoemd en brengt onder andere Music ten gehore. Dit nummer heeft hij op zondag 4 november 2007 voor de 500e keer gebracht op Night of The Proms. In 2008 was John Miles uitzonderlijk niet aanwezig tijdens de concertreeks omdat hij op wereldtournee was met Tina Turner, met wie hij in het verleden meermaals heeft samengewerkt. Dat jaar werd hij vervangen door Midge Ure. Hij overleed onverwacht in december 2021.

## Gastoptredens
België:
- 1985: John Miles, Thijs van Leer (panfluit), Toots Thielemans (mondharmonica)
- 1986: Angelo Branduardi, Harry Sacksioni (gitaar), Theo Mertens (trompet)
- 1987: Art Garfunkel, Emma Schmidt en Robert Groslot (piano)
- 1988: Al Stewart, Konstantin Stoianov (viool)
- 1989: Art Garfunkel, Jay Wanamaker, John Miles, Theo Mertens (trompet)
- 1990: The Alan Parsons Project, The Flying Pickets, John Miles, Nicole Croisille (zang)
- 1991: Roger Hodgson (Supertramp), Steve Harley, Randy Crawford, Beverley Craven, Daniel Blumenthal (piano)
- 1992: Joe Cocker, Christopher Cross, Jennifer Warnes, John Miles, Raymond van het Groenewoud, Theo Mertens en Benny Wiame (trompet)
- 1993: Sting, Barry Ryan, Gary Brooker, Colin Blunstone, Will Tura, Luc Ponet (orgel)
- 1994: Toto, Paul Young, Björn Again, John Miles, Manuel Barrueco (gitaar)
- 1995: Bryan Ferry (Roxy Music), Al Jarreau, Roger Hodgson (Supertramp), Boudewijn de Groot, John Miles, Andrea Bocelli (tenor)
- 1996: Joe Cocker, Dani Klein (Vaya Con Dios), Tony Hadley (Spandau Ballet), Paul Michiels (Soulsister), Guo Yue (bamboefluit)
- 1997: Simple Minds, Jo Lemaire, Alan Parsons, Deborah Harry (Blondie), John Miles, Wayne Marshall (piano)
- 1998: Wet Wet Wet, Mark King (Level 42), Lisa Stansfield, John Miles, Ole Edvard Antonsen (trompet)
- 1999: Status Quo, Zucchero, Emilia, John Miles, Natalie Choquette (sopraan) en Clouseau, Johan Verminnen, Stijn Meuris, Paul Michiels als verrassingsacts
- 2000: UB40, Chrissie Hynde, Coolio, Howard Jones, Alessandro Safina (tenor) en Clouseau, Raymond van het Groenewoud, Will Tura, Nena als verrassingsacts
- 2001: Meat Loaf, Marco Borsato, Martin Fry (van ABC), John Miles, Karl Jenkins
- 2002: Simple Minds, The Pointer Sisters, Foreigner, Michael McDonald, John Miles, David Garrett (viool)
- 2003: Toto, INXS, En Vogue, John Miles, Xuefei Yang (gitaar)
- 2004: James Brown, Joe Cocker, Shaggy, John Miles, Damian (panfluit),
- 2005: Donna Summer, Roger Daltrey, Ace Of Base, John Miles, Safri Duo (drums)
- 2006: Texas, Tears for Fears, Ike Turner, John Miles, Tony Henry (tenor), en Lara Fabian, Udo en Jasper Steverlinck als verrassingsacts
- 2007: Chic, Macy Gray, Kid Creole and the Coconuts, Soulsister, Liebrecht Vanbeckevoort, Roby Lakatos (viool), John Miles
- 2008: Simple Minds, Live, Sinéad O'Connor, Midge Ure, Igudesman & Joo (viool & piano) en Gunter Verspecht (van Stash) en Tom Helsen als verrassingsacts.
- 2009: Roxette, OMD, Sharon den Adel van Within Temptation, Toots Thielemans, John Miles, Katona Brothers (gitaar)
- 2010: Grace Jones, Boy George, John Fogerty, Charlie Siem (viool), Barry Hay (verrassingsact) en John Miles.
- 2011: Mick Hucknall (Simply Red), Angie Stone, Seal, DIV4S en John Miles.
- 2012: The Jacksons, Anastacia, Naturally 7, Ozark Henry, Remy van Kesteren (harp) en John Miles.
- 2013: Gloria Estefan, Wyclef Jean, Amy Macdonald, Hiromi Uehara, John Miles, Luc De Vos (Gorki).
- 2014: Cee Lo Green, Ksenija Sidorova, Hooverphonic, Sam Sparro, Blue, John Miles
- 2015: Natalie Imbruglia, Joe Jackson, Basement Jaxx, Scala & Kolacny Brothers, The Pretty Vanillas, Fernando Varela, Gavin DeGraw, Alexandra Arrieche, John Miles
- 2016: Chaka Khan, Tom Chaplin, Natasha Bedingfield, Gabriel Ríos, Laura Tesoro, Time for three, Antonio Serrano, John Miles, Alexandra Arrieche
- 2017: Melanie C, Joss Stone, Johannes Genard, Gers Pardoel, Isabelle A, Blanche, Emily Bear, The Pretty Vanillas, John Miles, Alexandra Arrieche
- 2018: Seal, Al McKay's Earth, Wind & Fire Experience, Milow,Suzanne Vega, Petrit çeku, Gabor Vosteen, Pieter Embrechts, John Miles, Alexandra Arrieche
- 2019 (Summer Edition/Koksijde): John Miles, Milow, Gérard Lenorman, Regi, Lady Linn, Gers Pardoel, Bart Peeters
- 2019 (Antwerpen): Bart Peeters, 10cc, Ronan Keating, Maxi Jazz, Tony Henry, John Miles
- 2021 (Summer Edition/Koksijde): Bart Peeters, Stan Van Samang, Ozark Henry, John Miles, The Starlings, Sylver, Gabor Vosteen
- 2022 (Summer Edition/Koksijde): Natalia, Kate Ryan, Metejoor, Umberto Tozzi, Katrina & The Waves, Mama's Jasje/Peter Van Laet, Bart Peeters
- 2022 (Antwerpen): Kool & The Gang, Amy Macdonald, Nik Kershaw, Axelle Red, Metejoor, Bart Peeters, YolanDa Brown
- 2023 (Summer edition/Koksijde): Mark King, Sandra Kim, Johnny Logan, Mama's Jasje, Matteo Bocelli, Laura Tesoro
- 2023 (Antwerpen): Toto, Clouseau, Anastacia, James Morrison, Berre
- 2024 (Antwerpen): Dave Stewart (Eurythmics), Shaggy, Niels Destadsbader, Emeli Sandé, Louis Philippson, Louise Goedefroy
- 2025 (Antwerpen): Wordt later bekendgemaakt

Nederland:
- 1991: Beverley Craven, Daniel Blumenthal (piano), Randy Crawford, Roger Hodgson, Steve Harley
- 1992: Benny Wiame (trompet), Christopher Cross, Jennifer Warnes, Joe Cocker, Raymond van het Groenewoud
- 1993: Barry Ryan, Colin Blunstone, Frank Boeijen, Gary Brooker, Luc Ponet (orgel), Sting
- 1994: Belinda Carlisle, John Miles, Manuel Barrueco (gitaar), Paul Young, Toto
- 1995: Andrea Bocelli (tenor), Al Jarreau, Bryan Ferry, Clouseau, John Miles, Roger Hodgson
- 1996: Dani Klein, Guo Yue (bamboefluit), Joe Cocker, Oleta Adams, Tony Hadley
- 1997: Coolio, Deborah Harry, John Miles, Simple Minds, Total Touch, Wayne Marshall (piano)
- 1998: Emma Shapplin, John Miles, Mark King (Level 42), Lisa Stansfield, Ole Edvard Antonsen (trompet), Wet Wet Wet
- 1999: Emilia, John Miles, Natalie Choquette (sopraan), Status Quo, Zucchero
- 2000: Abel, Alessandro Safina (tenor), Chrissie Hynde, Coolio, Howard Jones, UB40
- 2001: Chris de Burgh, John Miles, Karl Jenkins (Adiemus), Martin Fry van ABC, Meat Loaf met Patti Russo en Rob de Nijs
- 2002: Bonnie Tyler, David Garrett (viool), John Miles, Marco Borsato, Petra Berger, Simple Minds, The Pointer Sisters
- 2003: En Vogue, Ilse DeLange, INXS, John Miles, Xuefei Yang (gitaar), Toto
- 2004: Cyndi Lauper, Damian (panfluit), Joe Cocker, John Miles, Shaggy, Van Dik Hout
- 2005: Chico & The Gypsies, Frank Boeijen, John Miles, Roger Daltrey, Safri Duo (drums), Seal
- 2006: Ike Turner, John Miles, Ruth Jacott, Tears for Fears, Tony Henry (tenor), UB40
- 2007: DI-RECT, Donna Summer, John Miles, Kid Creole and the Coconuts, Macy Gray, Roby Lakatos (viool)
- 2008: Simple Minds, Sinéad O'Connor, Igudesman & Joo (viool & piano), Live, Midge Ure (van Ultravox), Erik Mesie, Jeroen van der Boom (verrassingsgast)
- 2009: Roxette, OMD, Toots Thielemans, Sharon den Adel van Within Temptation, Katona Brothers (gitaar)
- 2010: Grace Jones, Boy George, John Fogerty, Charlie Siem (viool), Barry Hay (verrassingsact) en John Miles.
- 2011: Mick Hucknall (Simply Red), Angie Stone, James Blunt, Miss Montreal, DIV4S en John Miles.
- 2012: The Jacksons, Anastacia, Naturally 7, Glennis Grace, Remy van Kesteren (harp) en John Miles
- 2013: Amy Macdonald, Hiromi Uehara (piano), John Miles, Gloria Estefan, Wyclef Jean en Waylon.
- 2014: Bo Saris, Katie Melua, Nile Rodgers & Chic, Cee Lo Green, John Miles en Ksenija Sidorova (accordeon)
- 2015: Natalie Imbruglia, Joe Jackson, Basement Jaxx, Scala & Kolacny Brothers, The Pretty Vanillas, Fernando Varela, Gavin DeGraw, Alexandra Arrieche
- 2016: Gabriel Ríos, Time for three, Chaka Khan, Tom Chaplin, Natasha Bedingfield, Alexandra Arrieche, John Miles , The Pretty Vanillas, Fine Fleur,
- 2017: Mark King, Douwe Bob, Emily Bear, Leona Philippo, Melanie C, Joss Stone, Alexandra Arrieche, John Miles , The Pretty Vanillas, Fine Fleur, NotP Backbone
- 2018: Seal, Al McKay's Earth, Wind & Fire Experience, Milow,Suzanne Vega, Petrit çeku, Gabor Vosteen, Leona Philippo, John Miles, Fine Fleur,
- 2019: Leona Philippo, 10cc, Ronan Keating, Maxi Jazz, Tony Henry, John Miles